# Калье-дель-Ареналь
Калье-дель-Ареналь (исп. Calle del Arenal) — популярная улица в центре Мадрида, столицы Испании, расположенная в баррио Соль (район Сентро). Она связывает площадь Пуэрта-дель-Соль с площадью Исабель II, пересекаясь с площадью Селенке, улицами Калье-де-Бордадорес, Калье-де-Сан-Мартин, Калье-де-лас-Илерас, Калье-де-лос-Донадос, Калье-де-лас-Фуэнтес и Костанилья-де-лос-Анхелес.
Её название происходит от ручья, который протекал вдоль неё до того, как её территория была урбанизирована. Как Калье-дель-Ареналь она была обозначена на плане Мадрида 1658 года, созданном португальским картографом Педру Тейшейрой, а также на всех последующих картах Мадрида.

## История
По данным орографии, древняя песчаная местность, образованной впадающим в неё стоком, следовавшим по течению прерывистой речушки Арройо-де-ла-Сарса, которая, вытекая из оврага с тем же названием (это территория нынешней мадридской площади Пуэрта-дель-Соль), достигала небольшой площади Баррако, которая впоследствии была засыпана для обустройства площади Опера. Оттуда, принимая обильный поток Каньос-дель-Пераль, русло Ареналя тянулся на юг в направлении ручья Леганитос, в непосредственной близости от нынешней Куэста-де-Сан-Висенте. Ареналь разделял два старейших аррабаля (окраины) раннего средневекового Мадрида: Сан-Хинес на юге (с церковью Сан-Хинес) и Сан-Мартин, простиравшийся на север и развивавшийся вокруг бенедиктинского аббатства Сан-Мартин, мосарабского монастыря. «Песчаная пустошь» была заполнена притоками справа, стекающими с «чердаков Сан-Мартина и Санто-Доминго», а слева — с холмов соседней улицы Калье-Майор, которые, в свою очередь, образовали улицы Сан-Мартин, Илерас и Донадос на севере, а также Бордадорес и Фуэнтес на юге. Урбанизация дорог со строительством улиц Калье-де-Хакометресо и Калье-дель-Десенганьо потребовала создания водопропускной трубы и засыпки песчаной отмели.
Напротив церкви Сан-Хинес с 1523 по 1580 год работала больница для паломников, а с 1587 года орден францисканских монахинь организовал здесь приют для «женщин с дурной репутацией».
Первые усадьбы на улице были возведены в XVI веке. Они постепенно исчезали, уступая место особнякам известных мадридских семей, таких как дома Баррионуэво и Легарда в конце улицы, рядом с Костанильей-де-лос-Анхелес. На границе с площадью Селенке, располагались дворцы XVIII века: герцогов Нахеры герцоги Аркос, а позднее Македы, где позже был возведён дворец Гавирии. Также на углу Пуэрта-дель-Соль находился дом графа Фуэнтеса, рядом с борделем «Лас-Собрас» . Хуан Баутиста Топете-и-Вианья, министр военно-морского флота в XIX веке, жил и умер на Калье-дель-Ареналь.
Во второй половине XIX века на многолюдной и находящейся в центре города улице было множество гостиниц, гостевых домов и постоялых дворов, упоминаемсых в книгах иностранных путешественников XVIII—XIX веков и первой трети XX века  Среди них можно выделить следующие: Hostal Nava, открытый в 1850 году в доме № 12, Hotel Internacional, открытый в 1862 году, Hotel Londres в домах № 1 и 3, Hotel de las Cuatro Naciones в доме № 21 (в котором останавливались такие именитые гости, как Марселино Менендес-и-Пелайо и Рубен Дарио) и Gran Hotel de Oriente, открытый в 1895 году в доме № 4.
В 1853 году в квартале 387 была открыта Травесия-дель-Ареналь, соединившая Калье-дель-Ареналь с Калье-Майор.
В ночь на 18 июля 1872 на испанского короля Амадея I на Калье-дель-Ареналь, недалеко от кафе «Леванте» и ворот Сан-Хинес, было совершено покушение. С королём в карете тогда были его жена и сопровождавший королевскую чету генерал Бургос. Никто из них не пострадал. Один из нападавших погиб в перестрелке с полицией, когда преступники убегали по Калье-Сан-Мартин.
Среди известных персон, живших на Калье-дель-Ареналь, можно выделить Руперто Чапи, умершего 25 марта 1909 года в доме № 20, или тореадора Сальвадора Санчеса «Фраскуэло», умершего 7 марта 1898 года в доме № 26.
Описанная в 1921 году каталонским писателем Хосе Пла как «самая красивая, самая элегантная, самая городская улица Мадрида», Калье-дель-Ареналь была отремонтирована и превращена в пешеходную улицу в 2006—2007 годах.

## Здания
Несмотря на то, что церковь Сан-Хинес неоднократно реставрировалась (так в 1642 году пришлось снести старое здание из-за его удуручающего состояния, а 25 июля 1645 года была открыта новая церковь Сан-Хинес-де-Арлес), она по-прежнему занимает то место, которое она занимала в момент самого раннего упоминания о ней. Некоторые летописцы Мадрида до Месонжеро Романоса считали, что эта церковь имеет мосарабское происхождение и упоминается в документах с 1358 года. В 1861 году бывшая резиденция семьи Лерма, а позже дом графов Торрубия, напротив Сан-Хинес, все ещё значилась по адресу Калье-дель-Ареналь, 22.
По данным Иларио Пеньяско и Карлоса Камбронеро, существуют записи о частных зданиях на Калье-дель-Ареналь, датируемых 1654 годом. Все они исчезли, освободив место для небольших дворцов городской знати города. Из множества дворцов, которые были на этой улице, сохранился только дворец маркиза Гавирии. Еще одно приметное здание — дом Паласуэло (№ 3), с главным входом с улицы Калье-Майор.
В доме № 11 располагается новый театр «Эслава» (Joy Eslava), начиная с 1870-х годов, ставший сценой для различных событий из ночной жизни Мадрида.

## Исторические магазины
В период с середины XIX века до первой трети XX века на Калье-дель-Ареналь было несколько оживлённых кафе, которым предшествовал винный магазин Angulo, открытый в XVIII веке. Из них выделялись Café de Europa (одно из нескольких кафе с таким названием, существовавших в Мадриде) и New Café de Levante, дом № 15, где Рамон Мария Валье-Инклан организовывал тертулии, на которых бывали Хосе Мартинес Руис «Асорин», художники Хосе Гутьеррес Солана, Сантьяго Рузиньол и Хулио Ромеро де Торрес, братья Пио и Рикардо Бароха и рисовальщик Рафаэль де Пенагос.
Здесь до сих пор сохранились старинные магазины, такие как книжный магазин «Испанские библиофилы», кондитерская Prast или традиционный магазин шоколада San Ginés в пассаже Сан-Хинес. Также стоит упомянуть торговый центр Palazuelo, построенный на месте дворца Оньяте, главный вход в который находится в доме № 4 на улице Калье-Майор.
Помимо книжного магазина «Библиофилы» в пассаже Сан-Хинес, на улице Ареналь было несколько книжных магазинов, ныне исчезнувших, среди которых книжный магазин «Рекена», упоминаемый ещё в XVI веке, а в XVII веке — магазин Педро де Торреса. В 1846 году открылся книжный магазин «Пупарт» (Pupart), специализирующийся на иностранных книгах, а в 1863 году — популярный книжный магазин «Эрнандо», занимавшийся изданием и продажей серий бульварных романов.
- Табличка с названием улицы, работа керамиста Альфредо Руиса де Луны[исп.].
- Церковь Сан-Хинес-де-Арлес[исп.].
- Дворец маркиза Гавирии[исп.].
- Театр Эслава[исп.].
- Покушение на короля Амадея I в 1872 году.
- Музей[исп.] мышонка Переса.